# Башка (Кошице-околина)
Башка (слч. Baška) насељено је мјесто са административним статусом сеоске општине (слч. obec) у округу Кошице-околина, у Кошичком крају, Словачка Република.

## Становништво
| Година:    | 1994. | 2004.    | 2014.    | 2024.    |
| ---------- | ----- | -------- | -------- | -------- |
| Број људи: | 270   | 326      | 561      | 797      |
| Разлика:   |       | +20,74 % | +72,08 % | +42,06 % |

| Година:    | 2023. | 2024.   |
| ---------- | ----- | ------- |
| Број људи: | 779   | 797     |
| Разлика:   |       | +2,31 % |

Према подацима о броју становника из 2011. године насеље је имало 460 становника.